# Pistolet Bersa Thunder 380
Bersa Thunder 380 – argentyński pistolet samopowtarzalny kalibru 9 × 17 mm Short.

## Historia
Bersa 380 Thunder została skonstruowana pod koniec lat 90. jako broń przeznaczona głównie do samoobrony. Jego konstrukcja jest wyraźnie wzorowana na pistolecie Walther PP. Wersją rozwojową tego pistoletu jest produkowany od 2000 roku pistolet Thunder 380 Super.

## Opis konstrukcji
Pistolet Bersa Thunder 380 działa na zasadzie odrzutu zamka swobodnego. Broń posiada szkielet wykonany z aluminium i stalowy zamek. Lufa nieruchoma. Mechanizm uderzeniowo-spustowy kurkowy z samonapinaniem (SA/DA). Kurek zewnętrzny. Bezpiecznik dźwigniowy, umieszczony z lewej strony zamka, przy zabezpieczeniu broni następuje automatyczne zwolnienie kurka. Bezpiecznik rozłącza szynę spustową i blokuje iglicę, dzięki niemu można nosić pistolet z nabojem w lufie. Dodatkowym zabezpieczeniem jest bezpiecznik magazynkowy (wyjęcie magazynka rozłącza szynę spustową i uniemożliwia napięcie/zwolnienie kurka). Bersa Thunder 380 zasilana jest z siedmionabojowego magazynka jednorzędowego. Przyrządy celownicze składają się z muszki i szczerbinki.